# حزب کارگران آمریکا
حزب کارگران آمریکا (به انگلیسی: Workers Party of America) (WPA) نام سازمان احزاب قانونی بود که از آخرین روزهای سال ۱۹۲۱ تا اواسط سال ۱۹۲۹ توسط حزب کمونیست ایالات متحده استفاده می‌شد.

## زمینه
به عنوان یک حزب سیاسی قانونی، حزب کارگران عضویت گروه‌های مستقل سوسیالیستی مانند اخوان خون آفریقا، فدراسیون سوسیالیست یهودی و شورای کارگران ایالات متحده را در خود پذیرفت. در این میان، حزب کمونیست زیرزمینی، با همپوشانی عضویت، دست به تحریک سیاسی زد. تا سال ۱۹۲۳، حزب فوق زمین تلاش کرد تا حزب سوسیالیست آمریکا را در اقدامات جبهه متحد درگیر کند، اما با مخالفت مواجه شد. پیش از انتخابات ریاست جمهوری ۱۹۲۴، حزب کارگران و حزب سوسیالیست هر دو در تلاش جداگانه حزب کارگر بودند. حزب سوسیالیست در کنفرانس اقدام سیاسی پیشرو شرکت کرد که خود را در حزب پیشرو منحل کرد. حزب کارگران موفق شد بر حزب ملی حزب کشاورز-کارگر سلطه یابد، اما این سازمان به سرعت به بخشهای تشکیل دهنده خود بازگشت. این گروه در کنوانسیون سال ۱۹۲۵ خود را به حزب کارگران (کمونیست) و در سال ۱۹۲۹ به حزب کمونیست، ایالات متحده تغییر نام داد. وابسته جوانان حزب به‌طور مشترک با سازمان مادر، لیگ کارگران جوان، لیگ کارگران جوان (کمونیست) و لیگ کمونیست جوان نامگذاری شدند.
با ورود انترناسیونال کمونیست به دوره سوم، اصل یک جبهه متحد چپ به نفع یک حزب کمونیست واحد فرامرزی کنار گذاشته شد؛ بنابراین حزب کارگران و زیرزمینی زمینی به تدریج در یک سری کنفرانسهای حزب در اواخر دهه ۱۹۲۰ در حزب کمونیست ایالات متحده ادغام شدند.

## کنوانسیون استقرار و اصول
کنوانسیون تأسیس حزب در حدود ۲۳–۲۶ دسامبر ۱۹۲۱ در معبد کارگران در خیابان هشتاد و چهارم شرقی، نیویورک با ۱۵۰ نماینده برگزار شد.

## انتشارات
قبل از آنکه حزب انتشارات خود را برای کتاب‌ها (ناشران بین‌المللی) و مقالات (ناشران کتابخانه کارگران) تأسیس کند، حزب کارگران و حزب کارگران (کمونیست) تعدادی مقاله را تحت عنوان خود یا در ارتباط با روزنامه دیلی ورکر منتشر کرد.

### کتاب‌ها
- دیکتاتوری در مقابل دموکراسی (تروریسم و کمونیسم): پاسخی به کارل کائوتسکی توسط لئون تروتسکی با پیشگفتار HN Brailsford و پیشگفتار Max Bedact Workers Party Library Vol. من
- دولت - اعتصاب شکن؛ بررسی نقش دولت در بحران صنعتی اخیر. توسط حزب کارگران جی لاوستون آمریکا، نیویورک. ۱ مه ۱۹۲۳. (اولین کتاب منتشر شده توسط حزب نوشته شده توسط یک آمریکایی) کتابخانه حزب کارگران جلد ۱. دوم
- ABC کمونیسم توسط نیکولای بوخارین و E. پریوبراچنسکی. نیویورک، گروه ادبیات لیسه، حزب کارگران آمریکا ۱۹۲۲ جلد. من

## احزاب دیگر با نام‌های مشابه
- حزب کارگران ایالات متحده این نام توسط سازمان ذوب شده اتحادیه کمونیست آمریکا (اعضای آن در سال ۱۹۳۸ حزب کارگران سوسیالیست را تشکیل دادند) و حزب کارگران آمریکا از AJ Muste در سال ۱۹۳۴ قبل از ادغام موقت آن با حزب سوسیالیست آمریکا در سال ۱۹۳۵ استفاده شد.
- حزب کارگر حزبی به رهبری ماکس شاختمان پس از جدایی از حزب کارگران سوسیالیست. ۱۹۴۰–۱۹۴۹.
- حزب کارگران، ایالات متحده آمریکا. سازمانی مستقر در شیکاگو. ۱۹۹۲ – تاکنون.